# 儲蓄互助社

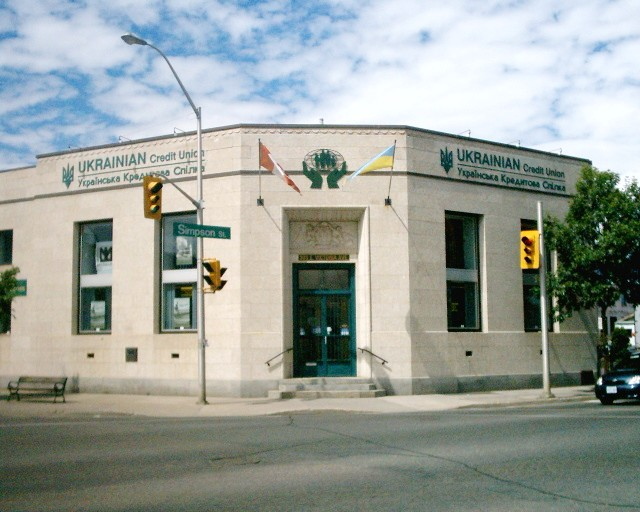
一家為烏克蘭人服務的儲蓄互助社。圖片攝於加拿大

儲蓄互助社，又称信用合作社（英語：Credit union）或信用組合，是一種非營利的合作社金融機構，集合會員的儲蓄作投資，並定期派發利息回報，亦會向會員提供低息貸款。早期分為農村信用合作社與城市信用合作社，中華人民共和國仍如此区分。儲蓄互助社即脫胎於農業合作社、漁業合作社）的基本精神與經營方式，為「非為營利、非為救濟、乃是服務」。二十世紀的加拿大與美國發展了一種主要以消費者為社員的信用合作社，又可分為職業性的與地區性的兩類，不吸收非社員存款，以消費性放款為主，亦不兼營信用以外之其他業務。儲蓄互助社運動於一九三八年傳抵亞洲，首在菲律賓推動。二次大戰後，漸推廣到其他亞洲國家。儲蓄互助社。

## 台灣
儲蓄互助社由天主教耶穌會在1963年選派在華牧靈神父汪德明（Rev.Jesus S.Brena,S.J.）、杜華（Rev.Louis Dowd,S.J.）及教友牟文熙、吳秋霖等四位人士，參加「亞洲社會經濟生活協會」假泰國曼谷舉辦的「社會行動領導者研討會」，首度接觸儲蓄互助社運動的洗禮。1960年代，很多家庭曾透過農村地區的儲蓄互助社開始經商或擴充。1980年成立全國性的推動組織「中華民國儲蓄互助協會」，1997年由該協會推動完成《儲蓄互助社法》之立法。在台灣，儲蓄互助社被政府視為十類合作社業務之一。現時，政府主管單位為中華民國內政部。至2019年12月底，儲蓄互助社共有335社，社員數達22萬2,275人。
根據內政部資料，儲蓄互助社是「一種基層民眾合作金融組織。是由一群具有共同關係之自然人及非營利法人，依自助、互助原則所組成之非營利社團法人，其目的為鼓勵儲蓄，聚集資金，以合理利率，簡易的貸款方式，提供貸款給予需要資金之社員，以解決其生活或生產上之需要，並採取不斷教育宣導方式，鼓勵社員勤儉儲蓄與善用貸款儲蓄，以提高其社會地位及改善其經濟狀況，並大大減少地下錢莊及高利貸之為害」。儲蓄互助社的社員須有「共同關係」，可以是工作於同一公司、工廠或職業團體、參加同一社團或宗教團體、原住民團體、或居住於同一鄉、鎮者。
在台湾，儲蓄互助社與信用合作社不同，後者是以合作社形式經營銀行業務的金融組織。

## 香港
1960年代，儲蓄互助社的概念由天主教耶穌會神父郭樂賢（Father John Collins, S.J.）引入香港，並於1964年成立了全港第一個儲蓄互助社「聖方濟各儲蓄互助社」。儲蓄互助社透過收取社員股金，借貸給社員解決日常需要，另亦有社員間聯誼的功能。與一般銀行或財務公司不同，儲蓄互助社的貸款息率較為合理及可負擔，而且一旦欠債的社員身故，儲蓄互助社不會向社員的遺產受益人（例如親友）追討，損失由保險公司負責。根據《儲蓄互助社條例》（香港法例第119章） （页面存档备份，存于），儲蓄互助社由漁農自然護理署署長監管，而非財政司司長監管。起初，儲蓄互助社社員多為漁民和農民。由於儲蓄互助社的會徽常有一把雨傘，象徵為會員「遮風擋雨」，因此又俗稱為「遮仔會」。組織儲社的社員須有共同聯繫，如同一居住地區、職業、社團等。根據漁護署2018/19年度年報，全港共有44個儲蓄互助社，股份金額超過170億，儲備金亦超過6億。儲蓄互助社以宗教團體、公務員的儲社數量為多數，各有13及11個。當中以「香港警察儲蓄互助社」最大。截至2020年2月底，社員人數達44,952人，股金結餘超過100億元，總資產值超過110億元。
郭樂賢神父從「亞洲社會經濟促進會」認識了儲蓄互助社，前往菲律賓、澳洲及菲濟群島研究儲蓄互助運動。回港後郭神父推廣儲蓄互助運動，並與港英政府磋商儲蓄互助社的法案。透過成立儲蓄互助社，「教導人作家庭預算，積少成多，未雨綢繆之餘，又可以互相幫助，就無須借高利貸」。1964年，郭神父協助成立全港第一個儲蓄互助社——位於深水埗聖方濟各堂的「聖方濟各儲蓄互助社」。其後，此舉帶動政府部門和屋邨相繼成立儲蓄互助社，1966年，８個儲蓄互助社正式組成「香港儲蓄互助社協會」。1968年，港英政府通過《儲蓄互助社條例》（香港法例第119章） （页面存档备份，存于），規定儲蓄互助社的模式。根據法例規定，儲蓄互助社的宗旨須為：「在社員之間提倡節儉」、「收取其社員的儲蓄作為股份的付款或作為存款」及「專為援助或生產的目的而貸款給其社員」。社員不可少於15人，儲蓄互助社沒有資本限額，但須分為每股價值$5的股份。周年會議及特別會議投票決議時，「任何社員不得有多於一票表決權，並且不得容許由代表其在該等會議上表決」，而選舉社員加入儲蓄互助社的董事會、監察委員會或貸款委員會時，「須以不記名投票方式進行」。法例除了規定儲蓄互助社需預留款項作儲備金外，每年撥付給社員的股息亦不可超過六釐。
香港中文大學財務學系副教授蘇偉文指出，由於社員「圍內大家知大家事」，因此極少機會出現管理層盜款潛逃的情況，而社員拖欠貸款的比率亦極低。時至今日，稅務局認為儲蓄互助社的性質與貸款公司相似，其利潤應繳稅，因此現正向多家儲蓄互助社追討利得稅。